# María Alejandra Vicuña
María Alejandra Vicuña Muñoz (Guayaquil, 13 de febrero de 1978) es una política ecuatoriana que ejerció como Vicepresidenta Constitucional de Ecuador en el gobierno de Lenín Moreno de manera interina entre octubre de 2017 y enero de 2018, y como titular oficial del cargo entre enero y diciembre de 2018.

## Biografía
Nació el 13 de febrero de 1978 en Guayaquil, provincia de Guayas. Realizó sus estudios secundarios en el colegio La Moderna y los superiores en la Universidad de Guayaquil, donde obtuvo el título de psicóloga clínica y una maestría en administración de empresas. Estuvo casada con el escritor Ernesto Carrión, con quien tiene una hija.
Inició su vida política a corta edad como parte del movimiento Alianza Bolivariana Alfarista (ABA), fundado por su padre, Leonardo Vicuña. Junto con la ABA se unió al movimiento Alianza PAIS en apoyo a la candidatura de Rafael Correa en las elecciones presidenciales de 2006. En 2007 fue nombrada coordinadora regional de talento humano del Servicio de Rentas Internas y poco a poco empezó a ganar prominencia en la organización provincial del movimiento oficialista.
Para las elecciones legislativas de 2009 obtuvo una curul como asambleísta nacional en representación de Guayas por Alianza PAIS. En las elecciones de 2013 fue reelegida como asambleísta por el mismo partido. Durante su tiempo en la Asamblea formó parte del Grupo Parlamentario por los derechos de las mujeres y fue coordinadora del Grupo Parlamentario por la Garantía de Derechos de la niñez y adolescencia. Fue además vicepresidenta de la Comisión Especializada Permanente del Derecho a la Salud y enviada de Ecuador a la Unión Interparlamentaria.
El 24 de mayo de 2017 fue nombrada Ministra de Desarrollo Urbano y Vivienda por el presidente Lenín Moreno. Su principal labor en el ministerio fue la puesta en marcha de la fase inicial del plan gubernamental emblemático denominado "Misión Casa para Todos", cuya meta fue la construcción de 325.000 casas en el país.

## Vicepresidencia de Ecuador

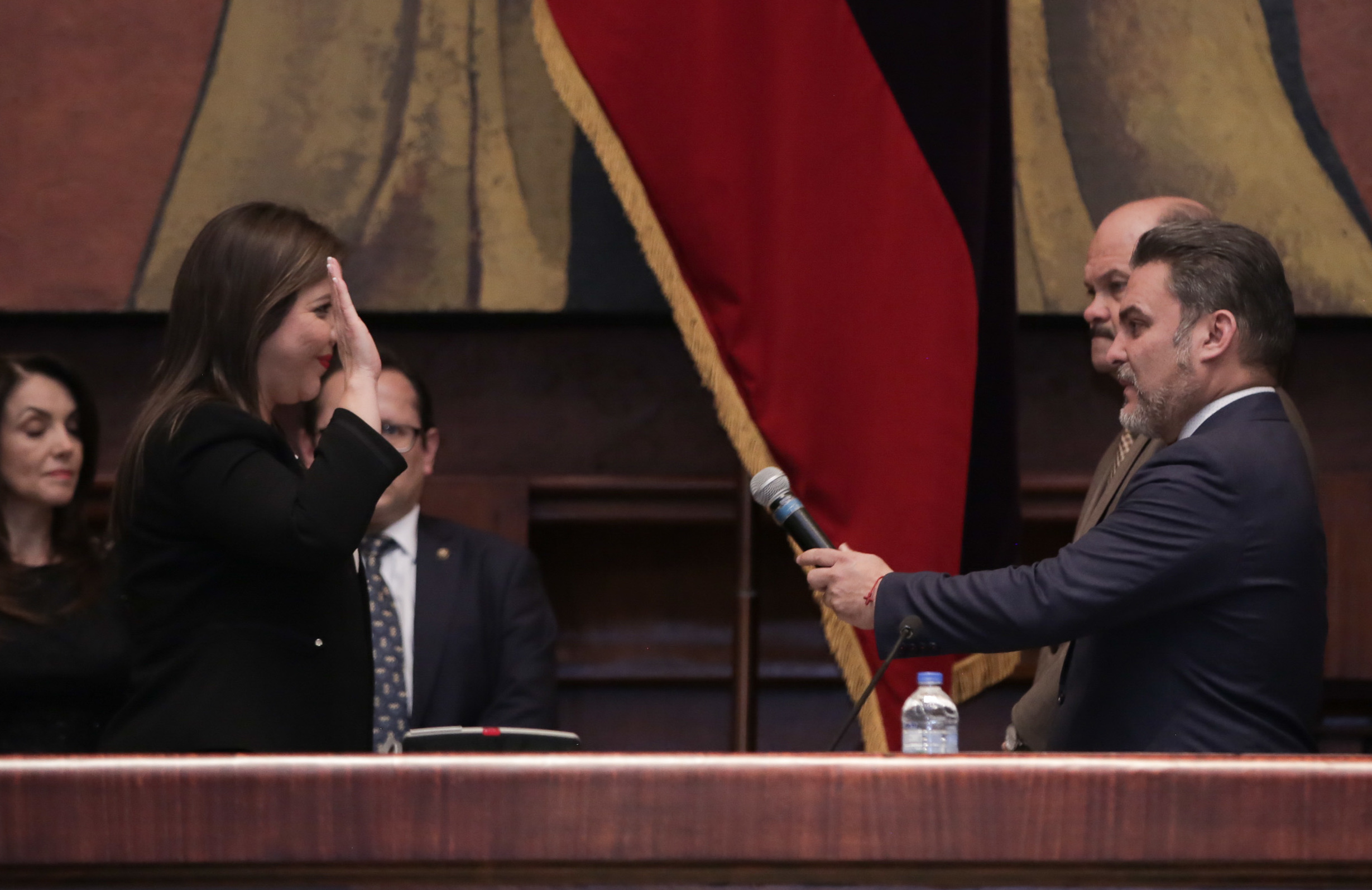
María Alejandra Vicuña durante su posesión como Vicepresidenta Constitucional, 6 de enero de 2018.

El 4 de octubre de 2017, dos días después de que el vicepresidente Jorge Glas fuera detenido por su supuesta vinculación en actos ilícitos relacionados con el Caso Odebrecht, el presidente Lenín Moreno designó mediante Decreto Ejecutivo N°176 a Vicuña como vicepresidenta constitucional encargada durante el tiempo que durase la ausencia del vicepresidente Glas, asignándole como funciones el seguimiento al proceso de consulta popular y referéndum constitucional propuesto por el Ejecutivo para el año siguiente.
El 4 de enero de 2018 el presidente Moreno presentó ante la Asamblea Nacional la terna para elegir al sucesor de Jorge Glas, quien quedó cesado de sus funciones luego de cumplirse el plazo de 3 meses de ausencia estipulado en la Constitución de Ecuador. La terna estuvo encabezada por Vicuña e incluyó además a la canciller María Fernanda Espinosa y a la ministra de justicia Rosana Alvarado.
El 6 de enero fue elegida por la Asamblea Nacional como Vicepresidenta Constitucional de la República con 70 votos a favor de los 106 asambleístas presentes. De esa manera se convirtió en la segunda mujer en la historia de Ecuador en ostentar el cargo de vicepresidenta como titular, luego de Rosalía Arteaga.
Sus principales funciones durante su tiempo en la vicepresidencia se centraron en el proceso de reconstrucción y reactivación económica de las zonas afectadas por el terremoto de 2016, la ejecución de la política gubernamental de economía popular y solidaria y la coordinación entre el gobierno y el Instituto Ecuatoriano de Seguridad Social.

### Renuncia
En noviembre de 2018 fue acusada de supuestamente haber exigido aportaciones económicas a uno de sus asesores durante su tiempo como asambleísta de Guayas. Vicuña rechazó las acusaciones y aseveró que se trataban de una campaña sistemática para afectar su imagen y la del gobierno. También aseguró que el asesor que presentó la acusación había intentado extorsionarla con la intención de ser nombrado gobernador de Morona Santiago y que presentaría acciones legales en su contra.
El 3 de diciembre de 2018, el presidente Lenín Moreno liberó de sus funciones a Vicuña, encargándolas al Secretario General de la Presidencia, José Agusto Briones, mientras durase la defensa de la vicepresidenta por el caso de los supuestos cobros indebidos. Al siguiente día, Vicuña decide renunciar como había pedido la Asamblea Nacional días antes. El 6 de diciembre de 2018, la Asamblea Nacional aceptó por unanimidad su renuncia a la vicepresidencia.

## Vida posterior a vicepresidencia
Tras su dimisión a la vicepresidencia, regresa a su trabajo en el Servicio de Rentas Internas (SRI) el 26 de diciembre pues había pedido licencia desde el año 2009, cuando fue postulada a la Asamblea. Esta licencia la había renovado dos veces más para asumir los cargos de ministra y vicepresidenta, algo que el ministro de Trabajo, Raúl Ledesma, habría indicado que solo fue legal en su periodo como asambleísta.
Mientras que la justicia ecuatoriana comenzó a investigar su caso, frente a lo cual se le puso medidas cautelares el 23 de enero de 2019, tras indicarse que no era procedente la prisión preventiva.
El 25 de enero de 2021, el Tribunal de Apelación de la Corte Nacional de Justicia, modificó la sentencia previa de Vicuña a dos años de prisión por el delito de concusión.

## Controversias
A más de la controversia que provocó la renuncia de Vicuña a la Vicepresidencia, en abril de 2019, el Consejo de la Universidad de Guayaquil anuló un título de magíster otorgado a Vicuña en 2016, por encontrarse que fue fraudulentamente emitido mediante la "falsificación de actas y notas". La verificación de la falsedad del título, obligó a la universidad a destituir a 13 funcionarios involucrados en el escándalo.